# Estación de La Fontsanta
La Fontsanta es una estación de la línea T2 del Trambaix. Está situada sobre la avenida de Barcelona en el barrio de Les Planes de San Juan Despí. Esta estación se inauguró el 3 de abril de 2004.
Actualmente está en fase de estudio-construcción la prolongación de la línea 3 del Metro de Barcelona, donde tendrá parada en esta estación. La futura estación del metro estará a 30 metros de profundidad y estará construida "entre pantallas". Se ubicará bajo la calle Montilla, dando servicio a las zonas residenciales de este barrio. La estación estará equipada con escaleras mecánicas y ascensores. Esta estación se llamará como la del Trambaix.
La estación se encuentra a unos 300 metros de la estación de Sant Joan Despí de Rodalies de Catalunya.